# 绥中镇
绥中镇，是中华人民共和国辽宁省葫芦岛市绥中县下辖的一个乡镇级行政单位。

## 行政区划
绥中镇下辖以下地区：
和平社区、兴隆社区、内东社区、西关社区、文化社区、西山社区和工人社区。